# محمد عز الدين الأول
سيدنا محمد عز الدين (توفي 1539 / 27 صفر، 946 هـ في زبيد، اليمن) كان الداعي الثالث والعشرون للبهرة الداوودية، وهي طائفة فرعية من المذهب الشيعي الإسماعيلي. يرجع الداووديون البهريون معتقداتهم إلى اليمن، حيث تطوروا من الخلافة الفاطمية حيث تعرضوا للاضطهاد في مصر بعد الإطاحة بالفاطميين على يد الأيوبيين بسبب اختلافاتهم عن الإسلام السني؛ ثم معاركهم للسيطرة على المنطقة الصغيرة المُتبقية للشيعة، بينهم وبين الزيدية. حوالي عام 1567م، نُقلَت الدعوة إلى ولاية جوجارات في الهند بعد التضييق من الأيوبيين ثم المماليك.

## الحياة
خلف الداعي الثاني والعشرون، سيدنا علي شمس الدين، ومنح الخلافة لسيدنا يوسف نجم الدين. سيدنا محمد هو الداعي السابع عشر من آل الوليد وآخر الدعاة المطلقين من اليمن. كان يقيم في مدينة مسار ولكنه اضطر إلى مغادرتها بسبب توسع الإمام الزيدي الشيعي المتوكل يحيى شرف الدين في منطقته. وكان عليه أن يسلم حصن مسار إلى الإمام الزيدي بعد وفاة السيد حسن بن نوح.

## الوفاة
وصل سيدنا عز الدين إلى زبيد بنية الحج، ومات بعد أيام قليلة. تروي القصة التراثية أن الزيدية سممت مياه الشرب في السفينة، مما أثر على سيدنا. فلما علم بذلك رجع إلى زبيد في الحال، ومات هناك.

## الخلافة
سيدنا محمد عز الدين منح النص أو الخلافة إلى يوسف نجم الدين بن سليمان. وأعد ثلاث رسائل، واحدة منها محفوظة في اليمن، واثنتان أخريان أرسلهما إلى هند في سفن مختلفة. وعندما أرسل عز الدين رسائل النص إلى الهند، قيل له إنه قد لا يكون على علم بالوضع في الهند وكذلك وضع سيدنا نجم الدين بسبب المسافة الطويلة. فأجاب سيدنا محمد عز الدين أن الرسالة ستصل إلى يوسف نجم الدين وسيصبح الداعي المطلق، وقد حدث ذلك بالفعل.

## قراءة إضافية
- دفتري، فرهد (2007). الإسماعيلية: تاريخهم ومذاهبهم (ط. الثانية). كامبردج: مطبعة جامعة كامبردج. ISBN:978-0-521-61636-2.

| ألقاب شيعيَّة                                                                   | ألقاب شيعيَّة                                                                   | ألقاب شيعيَّة                   |
| ----------------------------------------------------------------------------- | ----------------------------------------------------------------------------- | ----------------------------- |
| محمد عز الدين الأول الداعي المطلق توفي: 27 صفر 946هـ (1539 م)، في زبيد باليمن |                                                                               |                               |
| سبقه علي شمس الدين الثالث                                                     | الداعي المطلق الثالث والعشرون إلى الإسماعيلية الطيبية 933–946 هـ/ 1527–1539 م | تبعه يوسف نجم الدين بن سليمان |